# Ścibór z Rytwian
Ścibór z Rytwian (z Borzysławic, z Łubnicy) herbu Jastrzębiec (zm. 11 listopada 1435) – wojewoda łęczycki w latach 1428–1435, podstoli łęczycki w latach 1418–1428.
Był obecny przy wystawieniu przez Władysława II Jagiełłę przywileju jedlneńskiego w 1430 roku.
Syn Mikołaja z Łubnic, podstolego łęczyckiego i podkomorzego łęczyckiego oraz Małgorzaty; brat Marcina; bratanek Wojciecha Jastrzębca. 